# Plebiscito sobre el estatus político de Puerto Rico de 2020
El plebiscito sobre el estatus político de Puerto Rico de 2020 fue un referéndum realizado en Puerto Rico el 3 de noviembre de 2020 con respecto a un futuro estatus de estadidad de la isla. Convocado por la Asamblea Legislativa a inicios de ese año y firmado por la entonces gobernadora, Wanda Vázquez Garced, la Ley 51 de 2020 dio paso a la celebración de una sexta consulta sobre el futuro político de la isla.
En esta ocasión, el plebiscito solo trataba la estadidad de Puerto Rico, es decir, su futura pertenencia a Estados Unidos como estado de pleno derecho, solicitando a los portorriqueños su voto de confirmación, ya que fue la opción favorita (en términos de resultado consultativo) en los plebiscitos de 2012 y de 2017.
Como en el caso de los referendos anteriores, la consulta no fue vinculante ni para el Gobierno puertorriqueño ni para el Congreso de los Estados Unidos, siendo este último el único órgano que puede admitir a debate y luego a votación la admisión de un nuevo estado. Cabe destacar que una consulta similar (con la misma única pregunta) en los territorios de Alaska y Hawái fue la que originó en su día su admisión a la Unión como nuevos estados.

## Opciones en la papeleta
La consulta constaba de una solo pregunta con dos opciones: 
¿Debe Puerto Rico ser admitido inmediatamente dentro de la Unión como un Estado? 
Las dos opciones posibles eran sí y no, sin más detalles o aclaraciones.

## Opinión pública sobre la consulta
A pesar del carácter no vinculante de la consulta, varias figuras públicas, políticos y celebridades dieron su opinión a favor o en contra de la admisión de Puerto Rico como un estado, entre ellos:  

### A favor

#### Oficiales y exoficiales del Gobierno local
- Jennifer González Colon (PNP/R): Actual y reelegida Comisionada Residente de Puerto Rico ante el Congreso de los Estados Unidos
- Wanda Vázquez Garced (PNP/R): Exgobernadora de Puerto Rico, quien firmó la Ley 51 de 2020 que dio paso a la consulta del estatus.
- Pedro Pierluisi (PNP/D): Actual gobernador de Puerto Rico , el cual abogó por hacer esta consulta en su primer intento de ser gobernador de Puerto Rico en 2016.
- Luis Fortuño (PNP/R): Exgobernador de Puerto Rico y Congresista de Sombra de Puerto Rico al Congreso.
- Carlos Romero Barceló (PNP/D): Exgobernador de Puerto Rico y senador de Sombra de Puerto Rico al Congreso.
- Ricardo Rosselló Nevares (PNP/D): Exgobernador de Puerto Rico, famoso por renunciar debido al escándalo del Telegramgate.

#### Oficiales y Ex Oficiales del Gobierno Federal
- Darren Soto (D): Congresista demócrata por el noveno Distrito Congresional de Florida.
- José Serrano (D): Excongresista demócrata por decimosexto Distrito Congresional de Nueva York.
- Ritchie Torres (D): Congresista demócrata por el decimosexto Distrito Congresional de Nueva York.
- Stephanie Murphy (D): Congresista demócrata por el séptimo Distrito Congresional de Florida.
- Marco Rubio (R): Senador Federal Republicano de Florida.
- Rick Scott (R): Senador Federal Republicano de Florida.
- Charles E. Schumer (D): Líder de la mayoría demócrata del Senado de los EE. UU.

#### Recientes argumentos a favor de la estadidad para Puerto Rico
- Barack Obama (D): cuadragésimo cuarto Presidente de los Estados Unidos de América, en su discurso de elogio al fenecido John Lewis apoyó la estadidad para D.C. y Puerto Rico.
- Joe Biden (D): cuadragésimo sexto Presidente de los Estados Unidos de América, en su discurso a la población latina en un evento en la Central Florida, apoyó la estadidad para Puerto Rico y un proceso de libre determinación.

#### Partidos Políticos a favor de la Consulta
- Partido Nuevo Progresista: Partido ideológico y proponente de la admisión de Puerto Rico como estado a la Unión. Ha hecho las últimas 5 consultas de estatus político de la isla.
- Partido Demócrata de Puerto Rico: Con una resolución afirmaron su apoyo a la consulta y a la opción del Sí. Luego de la Consulta presentaron otra resolución apoyando los resultados.
- Partido Republicano de Puerto Rico: Con una resolución afirmaron su apoyo a la consulta y a la opción del Sí. Luego de la Consulta presentaron otra resolución apoyando los resultados.

### En Contra de la Consulta

#### Oficiales y Ex Oficiales del Gobierno Local
- Aníbal Acevedo Vila (PPD/D): Exgobernador de Puerto Rico y pasado candidato a Comisionado Residente en las elecciones generales de 2020. Es un proponente de la Asamblea Constitucional de Estatus para resolver el problema político de la isla y apoya la legislación presentada por la Congresista Nydia Velázquez.
- Alejandro García Padilla (PPD/D): Exgobernador de Puerto Rico y proponente de una Asamblea de Estatus apoyando el No a la Estadidad.
- Sila María Calderón (PPD/D): Exgobernadora de Puerto Rico y apoyo el No a la Estadidad.
- Carmen "Yulín" Cruz (PPD/D): Exalcaldesa de San Juan y excandidata a la Gobernación para 2020 por el Partido Popular Democrático proponente de una Asamblea de Estatus también apoya una la Libre Asociación de Puerto Rico con Estados Unidos. Apoyo el No a la Estadidad.
- Eduardo Bhatia (PPD/D): Exsenador local de Puerto Rico y excandidato a la gobernación para 2020 por el Partido Popular Democrático y apoya el estatus actual de la isla. Apoyó el No a la Estadidad.
- Carlos Delgado Altieri (PPD): Exalcalde de Isabela y excandidato a gobernador por el Partido Popular Democrático en las Elecciones de 2020 apoya una consulta vinculante. Apoyó el No a la Estadidad.
- Juan Dalmau (PIP): excandidato a la gobernación de Puerto Rico por el Partido Independentista de Puerto Rico. Apoyó el No a la Estadidad.

#### Oficiales y Ex Oficiales del Gobierno Federal
- Nydia Velázquez (D): Congresista demócrata por el séptimo Distrito Congresional de Nueva York. Presentó un proyecto ante la Cámara de Representantes de EEU. UU. para hacer una asamblea constitucional de estatus.
- Alexandria Ocasio Cortez (D): Congresista demócrata por el décimo cuarto Distrito Congresional de Nueva York. Coautora del proyecto de asamblea constitucional de estatus presentado por Hon. Nydia Velázquez.
- Luis Gutiérrez (D): Excongresista demócrata por el cuarto Distrito Congresional de Illinois. Actual residente de Puerto Rico y apoya el proyecto de la Rep. Nydia Velázquez. Hizo campaña política a favor del No a la Estadidad. Es un largo proponente de la Independencia de Puerto Rico, ya sea bajo un pacto de libre asociación o no.

#### Recientes Argumentos en contra de la Estadidad para Puerto Rico
- Mitch McConnell (R): Líder de la minoría republicana del Senado de Puerto Rico: Dijo en una entrevista previa a la elección presidenciales y senatoriales de 2020 en Fox News en resumen diciendo "que los demócratas quieren pasar legislación socialista como el Green New Deal, Estadidad para Washington D.C. y Puerto Rico concediéndoles probablemente 4 nuevos senadores demócratas y los republicanos perderían el control de la Cámara Alta".
- Donald John Trump (R): cuadragésimo quinto presidente de los Estados Unidos de América. Rechazó la idea de la estadidad para Puerto Rico diciendo que los puertorriqueños no han rechazado su estatus actual como territorio. Primer presidente republicano desde el apoyo de Ronald Reagan a la admisión de Puerto Rico, que se ha expresado en contra de la estadidad de Puerto Rico a pesar de estar en la plataforma del partido ratificada en 2020.

#### Partidos en contra de la Consulta y apoyaron el No a la Estadidad
Partido Popular Democrático: partido que apoya el estatus actual de la isla aunque hay varias facciones dentro del partido que apoyan un pacto de libre asociación.
Partido Independentista Puertorriqueño: aboga por la independencia de Puerto Rico y una asamblea constitucional de estatus. 

### Neutralidad a la Consulta
Algunos partidos, líderes políticos de la isla y federales mantuvieron la neutralidad con respecto a cómo deben votar los residentes de la isla. Algunos como: 
- Partido Proyecto Dignidad: Aunque el partido no abogó por ninguna de las opciones, algunos líderes como su candidato a la gobernación Dr. César Vásquez decidió dejar la papeleta en blanco, otros líderes de su partido votaron según su posición ideológica.
- Movimiento Victoria Ciudadana: Aunque el partido no abogó por ninguna de las opciones, su candidata a la gobernación Alexandra Lúgaro dijo en un debate por el canal WAPA-TV, que los miembros del partido que quisieran votar podían hacerlo a favor de la Estadidad como su compañera de papeleta Dra. Zayira Jordán Conde (Candidata a la Comisaría Residente en 2020) iba a votar como la actual electa representante Mariana Nogales que votó No a la Estadidad.
- Raúl Grijalva (D): Presidente de la Comisión de Asuntos de Recursos Naturales de la Cámara de Representantes de los EE. UU., en una entrevista previa a la elección dijo que es importante el voto del puertorriqueño en esta consulta y que los resultados serán discutidos en la comisión. No apoyó ninguna opción; sin embargo, luego de la elección dijo que reconocía que la Estadidad ganó y es el estatus con el apoyo de la mayoría de la población de la isla.

Índice: PNP - Partido Nuevo Progresista PPD - Partido Popular Democrático PIP - Partido Independentista Puertorriqueño D - Demócrata R - Republicano

## Encuestas
| Encuestadora                                           | Fechas                                  | Tamaño de la muestra | Margen de error | Sí    | No    | Otros / Indecisos |
| ------------------------------------------------------ | --------------------------------------- | -------------------- | --------------- | ----- | ----- | ----------------- |
| Jorge Benítez Nazario/Radio Isla/Telemundo Puerto Rico | 23 de octubre–1 de noviembre de 2020    | 1.010 (VP)           | ± 2,5%          | 49.5% | 50.5% | –                 |
| The Research Office/El Nuevo Día                       | 27–30 de octubre de 2020                | 1.000 (VR)           | ± 3%            | 50%   | 43%   | 7%                |
| Pasquines                                              | 3–27 de octubre de 2020                 | ~249 (A)             | –               | 70%   | 30%   | –                 |
| Radio Isla/Jorge Benítez                               | 12–17 de octubre de 2020                | 676 (VR)             | ± 3.16%         | 43%   | 42%   | 18%               |
| Gaither International/El Vocero                        | 21 de septiembre – 6 de octubre de 2020 | 2.041 (A)            | ± 2%            | 42%   | 27%   | 31%               |
| Beacon Research/Puerto Rico Herald                     | 14–18 de septiembre de 2020             | 803 (V)              | ± 3,5%          | 53%   | 35%   | 12%               |
| Beacon Research/Puerto Rico Herald                     | 20–26 de julio de 2020                  | 802 (V)              | ± 3,5%          | 54%   | 33%   | 14%               |
| Beacon Research/Puerto Rico Herald                     | 3–7 de mayo de 2020                     | 903 (LV)             | –               | 36%   | 8%    | 56%               |
| Beacon Research/Puerto Rico Herald                     | Marzo de 2020                           | – (V)                | –               | 31%   | 12%   | 58%               |
| Beacon Research/Puerto Rico Herald                     | Febrero de 2020                         | – (V)                | –               | 39%   | 13%   | 48%               |
| Beacon Research/Puerto Rico Herald                     | Noviembre de 2019                       | – (V)                | –               | 39%   | 13%   | 48%               |

## Nota
1. ↑  No votaría con 3%; Indeciso con 4%
2. ↑  Indeciso con 18%
3. ↑  No votaría con 14%; Indeciso con 17%
4. ↑  No votaría con 4%; "Rechazado" con 1%; Indeciso con 7%
5. ↑  No votaría con 4%; "Rechazado" con 2%; Indeciso con 8%
6. ↑  No votaría con 39%; "Indeciso/Rechazado" con 15%
7. 1 2 3
8. ↑  No votaría con 39%; "Indeciso/Rechazado" con 18%
9. ↑  No votaría con 31%; "Indeciso/Rechazado" con 17%
10. ↑  No votaría con 33%; "Indeciso/Rechazado" con 15%